# Itsuko Hasegawa

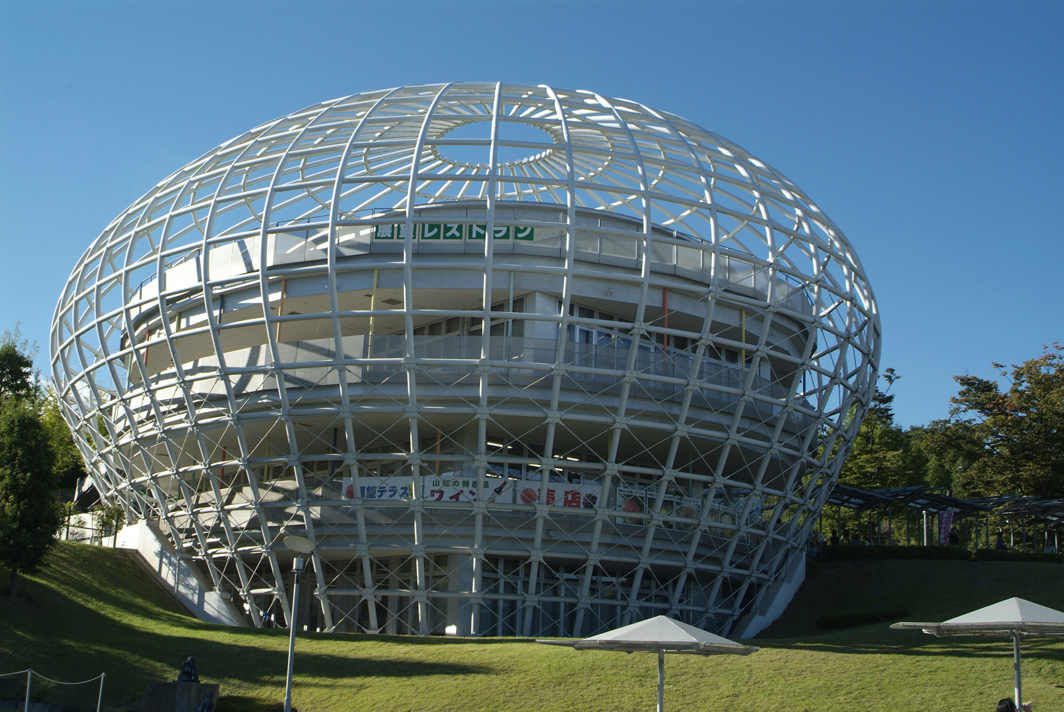
Jardín y museo de la fruta de Yamanashi.

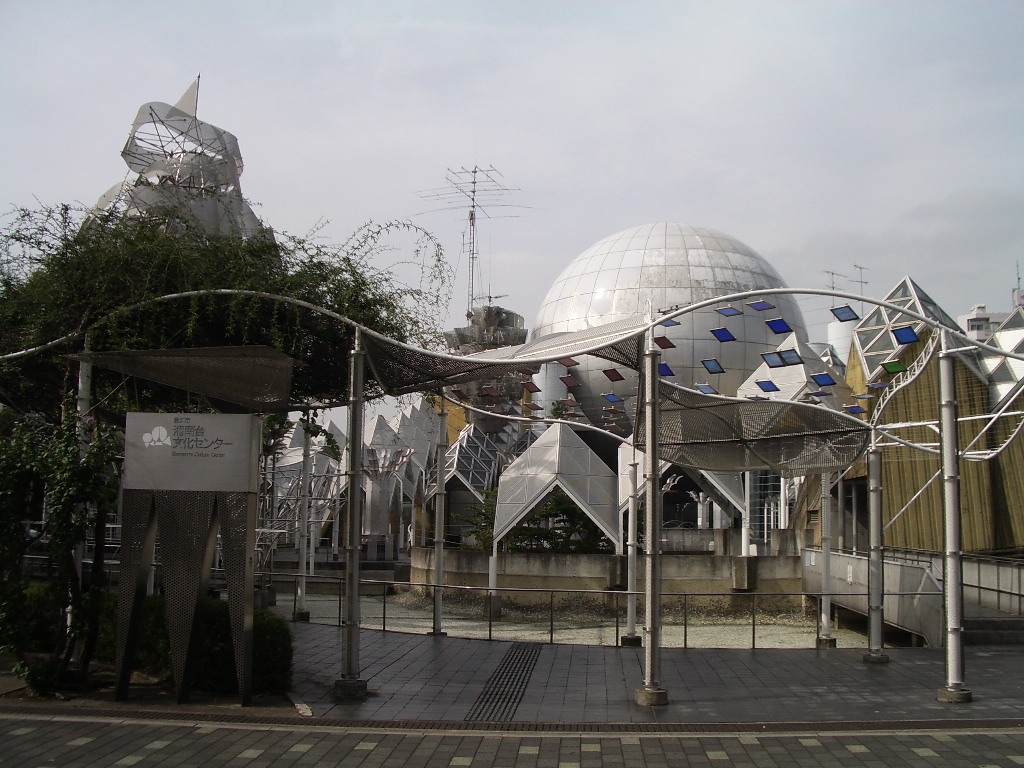
Shonandai Bunka Center.

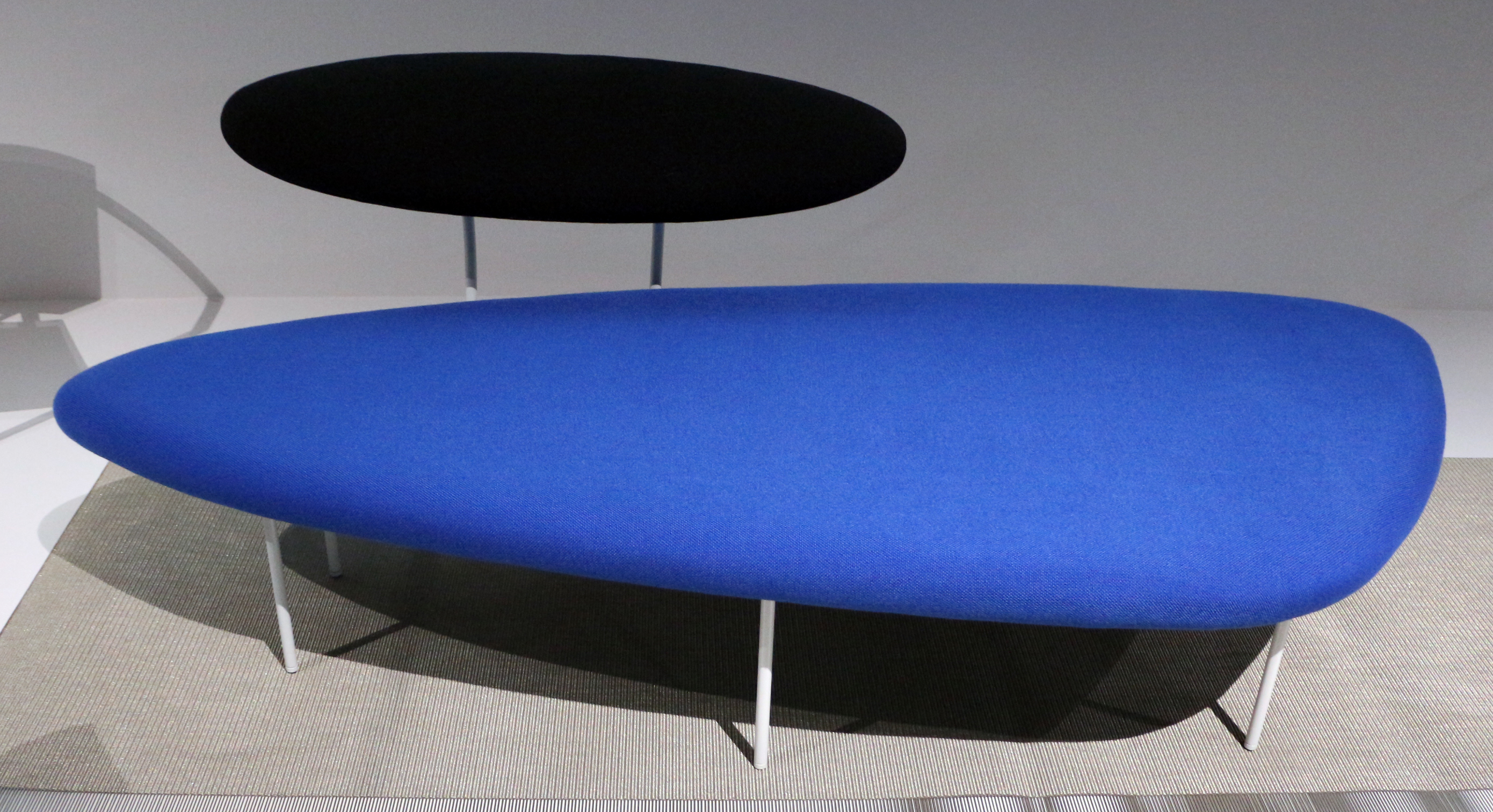
Sofa de Itsuko Hasegawa, Museo Nacional de Arte Moderno (Francia), Paris

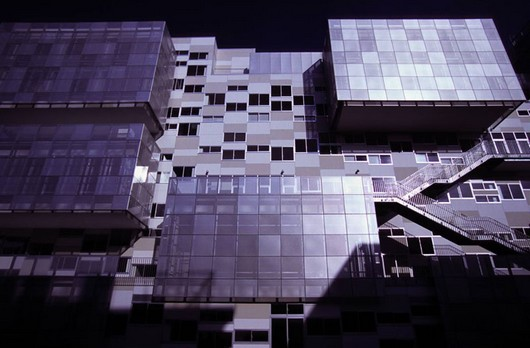
Escuela Taisei.

Itsuko Hasegawa (en japonés : 長谷川 逸子), (Yaizu, prefectura de Shizuoka, Japón, 1 de diciembre de 1941) es una arquitecta japonesa.

## Formación
Estudió arquitectura en la Universidad Kanto Gakuin (1964), formada por Kiyonori Kikutake hasta 1969, luego estudió y trabajó en el Instituto Tecnológico de Tokio. En 1979, fundó su propio estudio de arquitectura el Itsuko Hasegawa Architectural Planning Studio, del cual muchos logros han sido reconocidos tanto en Japón como en el extranjero.

## Trayectoria
Sus proyectos incluyen una variedad de viviendas unifamiliares y edificios públicos en Japón y el extranjero. Parte de su obra tiene un gran compromiso social, Itsuko Hasegawa nunca ha visto la arquitectura como un acto creativo singular y aislado por un individuo – por el contrario, ella está convencida de que la construcción debe ser un evento social. Por lo tanto, ella incluye en su proceso de diseño y planificación el resultado de extensas entrevistas con los futuros usuarios del edificio en cuestión. Sus edificios – que están llenos de energía derivada de la interacción de la materia, el color, la transparencia y la forma – son lugares que potencian e inspiran la vida de las personas.

### Algunas de sus obras
- Cardiff Bay Opera House
- Jardín botánico costero de Himi;
- Centre artistique de la ville de Niigata[3]
- Centre culturel Shonandai ;
- Sumida Culture Factory, 1997 ;
- Logements Namekawa, 1998 ;
- Kukuroi Workshop Centre, 1997 ;
- Nagoya World Design Expo Pavillion, 1989.

#### Jardín y museo de la fruta de Yamanashi
Controlado por un grupo de agricultores, el Museo de la fruta fue construido en 1995 en Yamanashi en Japón, como un propósito cultural. Este museo tiene el objetivo de exponer tanto las frutas y su cultivo, dentro y fuera del edificio. 
El museo tiene 6200 m², incluyendo el parque. Se compone de tres cúpulas de cristal, colocadas al pie de un valle para recordar a las semillas de seguimiento que han rodado hasta ahora, llevadas por el viento, como una especie de oportunidad. Cada una de estas semillas está en una etapa diferente de crecimiento, por lo tanto, con más o menos volumen. Las tres cúpulas están construidas sobre la misma base (estructura de vidrio y acero) pero tienen una forma diferente cada una de ellas.
La primera cúpula, Plaza de las Frutas en la forma de "árbol bajo de sombra" sería una estructura de empuje.
La segunda, el invernadero tropical, es en forma de semilla en pleno crecimiento.
La tercera es el taller de frutas, en forma de un grano lleno de vitalidad.
En torno a estas tres cúpulas, un parque con una vista del Monte Fuji, salpicada de sombrillas y adorna así el confort del usuario.
La arquitectura es esencialmente de cristal, no hay techo o tejado. La estructura es un conjunto que representa a las costillas de un fruto.

#### Escuela Taisei de Shizuoka
Este proyecto es una ampliación de una escuela de niñas en Shizuoka, ciudad natal de Itsuko Hasegawa. Se encuentra en un entorno urbano donde no hay vegetación.
Su aspecto es muy variado, debido a sus fachadas en relieve, su hueco, y las ventanas colocadas al azar y que proporciona una visión diferente de este enorme edificio.
Su interior, amplio y luminoso, también juega en la connotación de un hotel.
Siempre con miras a una mejor condición de vida para el usuario, Itsuko pensó en una zona verde. Tener más espacio alrededor de la escuela, por lo que toma prestado de la altura para expandir y crear así un espacio verde en el techo del establecimiento.

## Reconocimientos
Es Honorary Fellow del Royal Institute of British Architects (Instituto Real Británico de Arquitectura) desde 1997.  Su trabajo ha sido expuesto en Londres, París. Moscú, Róterdam, Oslo y Berlín. Entre los premios recibidos incluyen el Avon Arts Award (Premio de las Artes Avon), así como: 
- 1984 recibió el Premio de Diseño del Instituto de Arquitectura de Japón por su proyecto Bizan Hall.
- 1986 ganó el Building Contractor's Society Prize (Premio Sociedad del contratista de obras) en la competencia pública del Centro Cultural Shonandai, donde Jin Fumihiko y Arata Isozaki sirvieron como jueces.
- 2000 recibió el Premio de la Academia de Arte de Japón,
- 2001 recibió el Premio Honorary Degree Award de University College London y
- 2006 fue elegida como una de los Miembros Honorarios de AIA.
- 2005 recibió el premio Japanese Prime Minister’s Award por su contribución al logro de una sociedad con igualdad de género.[1]
- 2018 recibió el Royal Academy Architecture Prize.[6]